# Sarisencyrtus beckeri
Sarisencyrtus beckeri är en stekelart som beskrevs av John S. Noyes och Woolley 1994. Sarisencyrtus beckeri ingår i släktet Sarisencyrtus och familjen sköldlussteklar. Inga underarter finns listade i Catalogue of Life.